# Надвірний суд
Надві́рний суд — у XVI—XIX ст. різновид судів у Європі: у німецькомовних країнах, Швеції, Речі Посполитій та Російській імперії тощо. Суд при (на) дворі монарха.

## Назва
- Гофгері́хт (нім. Hofgericht, від нім. Hof, «двір» і Gericht, «суд»)
- Дві́рський суд[1] — суд двору монарха чи володаря.
- Надві́рний суд (пол. sąd nadworny, рос. надворный суд) — суд на дворі монарха чи володаря.
- Придво́рний суд — суд при дворі монарха чи володаря.

## За країною

### Курляндія
- Мітавський надвірний суд (в Мітаві)

### Ліфляндія
Надвірний суд існував до 1889 року в Ліфляндії (Польська Ліфляндія, Шведська Ліфляндія, Ризьке намісництво, Ліфляндська губернія). Розташовувався у Ризі. 
За російського панування ліфляндський надвірний суд відносився до установ земств (нім. Landes-Behörden) і мав широкі повноваження. Одні справи він розбирав як суд 1-ї інстанції, інші — як суд 2-ї інстанції. Рішення суду у кримінальних і цивільних справах, які перевищували 600 рублів, мусили передаватися на апеляцію до російського Сенату. 
Суд складався з президента, віце-президента, двох земельних радників (ландратів), двох радників і двох асесорів. Члени суду, за винятком радників, обиралися терміном на 6 років місцевим ліфляндським лицарством, а один із асесорів — езельським. Радників призначав Сенат. Секретар надвірного суду назначався із літератів самим судом. 
Суд збирався у повному складі лише двічі на рік. У інший час його члени були присутні в ньому по-черзі. 
У особливих випадках суд підлягав ревізії місцевого губернатора. Для нагляду за виробництвом справ Сенат призвачав старшого фіскала (обер-фіскала).
При суді діяв особливий відділ у селянських справах, із особливим секретарем. Його обирало місцеве лицарство з числа тих своїх представників, які вивчали правознавство. Це відділ був останньою інстанцією за позовами між особами, які підлягали селянським судам.
Ліфляндський надвірний суд скасували під час судової реформи у прибалтійських губерніях Російської імперії.